# Villar de Rey
Villar de Rey (llamada oficialmente San Miguel de Vilar de Rei) es una parroquia y un lugar del municipio español de Cenlle, en la provincia de Orense, Galicia.

## Toponimia
La parroquia también es conocida por el nombre de San Miguel de Villar de Rey.

## Organización territorial
La parroquia está formada por cinco entidades de población, constando tres de ellas en el nomenclátor del Instituto Nacional de Estadística español:
- Campos
- Casar (O Casar)
- Cima de Vila
- Lama (A Lama)
- Villar de Rey (Vilar de Rei)

## Demografía

### Parroquia
| Gráfica de evolución demográfica de Villar de Rey (parroquia) entre 2000 y 2022 |
|                                                                                 |
| Datos según el nomenclátor publicado por el INE.                                |

### Lugar
| Gráfica de evolución demográfica de Villar de Rey (lugar) entre 2000 y 2022 |
|                                                                             |
| Datos según el nomenclátor publicado por el INE.                            |